# Odiszéasz Elítisz
Odiszéasz Elítisz (görögül: Οδυσσέας Ελύτης, írói álneve Odiszéasz Alepudélisz, görögül: Οδυσσέας Αλεπουδέλλης; Iráklio, 1911. november 2. – Athén, 1996. március 18.) görög költő, esszéista és műfordító, akit a romantikus modernizmus fő képviselőjének tartanak Görögországban és a világban. 1979-ben irodalmi Nobel-díjjal tüntették ki.

## Életrajz
Régi leszboszi család leszármazottjaként látta meg a napvilágot 1911. november 2-án Krétán, Iráklio városában. Nem sokkal később családja Athénban telepedett le, ahol Odiszéasz Elítisz befejezte középiskolai tanulmányait és ezt követően az Athéni Egyetemen jogot kezdett tanulni. Első költeménye 1935-ben jelent meg, a Ta Néa Grámata (görögül: Τα Νέα Γράμματα) irodalmi lapban.
1937-ben a korfui Tartalékos Tiszti Kadétiskolát látogatta. A második világháború kitörésekor az  1. hadtest főhadiszállásán szolgált hadnagyi rangban, majd a 24. ezrednél a frontvonalon teljesített szolgálatot. A görögországi német megszállás alatt és Görögország felszabadulását követően is aktívan tevékenykedett költőként, sorra jelentek meg versgyűjteményei és számos esszét írt a kortárs költészetről és művészeti problémákról.
1945 és 1946 között, illetve 1953 és 1954 között töltötte be a Görög Nemzeti Rádió Alapítvány programigazgatói pozícióját. Továbbá volt a Görög Nemzeti Színház igazgatótanácsának a tagja, a Görög Rádió és Televízió igazgatótanácsának elnöke és a Görög Nemzeti Turisztikai Szervezet tanácsadó bizottságának a tagja az athéni fesztiválon.
1948 és 1952 között, illetve 1969 és 1972 között Párizsban telepedett le. Mindeközben filológiai és irodalmi előadásokat hallgatott a Sorbonne Egyetemen és megismerkedett a világ avantgárd úttörőivel (például Pablo Picassoval, Pierre Reverdyvel , Alberto Giacomettivel).
1960-ban megkapta a görögországi Első Állami Költészeti Díjat. 1965-ben a Főnix Rend kitüntetéssel jutalmazták. 1975-ben a Thesszaloniki Arisztotelész Egyetem Filozófiai Karától díszdoktori címet kapott és Mitilíni város díszpolgárává tüntették ki.

## Magyarul megjelent művei
- Odiszéasz Elítisz: A nappal születése. Székely Magda, Képes Géza, Papp Árpád (fordítók); Szabó Kálmán (válogatta, az utószót és a jegyzeteket írta). Budapest: Európa Könyvkiadó. 1981.   171. o.